# Песня тележки
«Песня тележки» (в прокате СССР — «Песня о тележке», яп. 荷車の歌: нигурума-но ута; англ. The Cart Song) — японский чёрно-белый фильм-драма, созданный одним из виднейших деятелей «независимого» японского кино — режиссёром Сацуо Ямамото и выпущенный на экран в 1959 году. Фильм снят по повести Томоэ Ямасиро.

## Сюжет
Действие начинает развиваться в период Мэйдзи (с 1894 года) в одной из горных деревенек центральной Японии (префектура Хиросима). История жизни одной семейной пары показана на протяжении пятидесяти с лишним лет (по 1945 год), в период глубоких перемен в японском обществе.
На долю труженицы Сэки, служащей в особняке дворянина выпало немало невзгод. Однажды она знакомится с Моити, сельским извозчиком, тяжело зарабатывающим на жизнь развозом почты на тележке. Сэки влюбляется в Моити и выходит за него замуж. Но под старость, скопив небольшой капитал, Моити заводит любовницу, ленивую женщину лет пятидесяти, и унижает свою жену присутствием другой женщины в доме.
В фильме показана тяжёлая жизнь крестьян, унизительное положение японских женщин и то, как доведённые до отчаяния бедняки организуются на борьбу за свои права.

## В ролях
- Юко Мотидзуки — Сэки
- Рэнтаро Микуни — Моити
- Сатико Хидари — Отоё, первая дочь
- Токиэ Хидари — Отоё в детстве
- Ёсио Инаба — Фудзитаро
- Тэруко Киси — мать
- Мицуко Мито — Нацуно
- Томоко Нараока — Комура
- Ко Нисимура — Нацуно
- Эйтаро Одзава — хозяин Нанасики
- Кумэко Урабэ — Хина

## Премьеры
- — национальная премьера фильма состоялась 11 февраля 1959 года[1].
- — фильм демонстрировался в советском кинопрокате с февраля 1962 года[комм. 1][2].

## Награды и номинации
Кинопремия «Майнити» (1960)
- Премия за лучшую режиссёрскую работу — Сацуо Ямамото.

Премия журнала «Кинэма Дзюмпо» (1960)
- Номинация на премию за лучший фильм 1959 года (по результатам голосования 4-е место).

## Комментарии
1. ↑  В советском прокате фильм демонстрировался с февраля 1962 года под названием «Песня о тележке», р/у Госкино СССР № 1159/61 — опубликовано: «Аннотированный каталог фильмов действующего фонда: Художественные фильмы», М.: «Искусство»-1963, С. 238.